# Wanxian-Brücke
Die ursprünglich Wanxian-Brücke oder Wanxian-Jangtse-Brücke (chinesisch 萬縣長江大橋 / 万县长江大桥, Pinyin Wànxiàn Chángjiang Dàqiáo) genannte und im Westen immer noch unter diesem Namen bekannte Bogenbrücke quert den Jangtsekiang in dem damaligen Kreis Wan (Wanxian), der zur chinesischen Provinz Sichuan gehörte.
Die Brücke wurde zwischen 1994 und 1997 gebaut.

## Name
Im März 1997 wurde die Stadt Chongqing mit dem dazugehörigen großen Verwaltungsbezirk als regierungsunmittelbare Stadt aus der Provinz Sichuan ausgegliedert. Der Kreis Wan wurde zum Stadtbezirk Wanzhou (万州区,  Wànzhōu Qū) von Chongqing. Die Brücke wird deshalb seitdem als Wanzhou-Jangtse-Brücke (万州长江大桥,  Wànzhōu chángjiāng dàqiáo) bezeichnet.

## Beschreibung
Die Wanxian-Brücke steht rund 7 km südlich des Stadtzentrums von Wanzhou. Sie führt die YuYi Expressway genannte Nationalstraße G318 mit vier Fahrspuren und beidseitigen Gehwegen in einer Höhe von, je nach Wasserstand, mindestens 90 m über den Strom, der durch den 250 km weiter östlich stehenden Dreischluchtendamm aufgestaut wird. Ursprünglich stand die Brücke hoch über dem noch frei fließenden Jangtsekiang. Wenn jetzt das Stauziel erreicht wird, stehen ihre Widerlager und die Bogenansätze im Wasser.
Das insgesamt 864 m lange Bauwerk besteht aus einem Stahlbetonbogen mit einem CFST-Gerippe und einem aufgeständerten Fahrbahnträger.
Der Bogen hat eine Stützweite von 420 m und eine Pfeilhöhe von 84 m, somit ein Pfeilverhältnis von 1 : 5. Der Bogen hat einen rechteckigen, dreizelligen Hohlquerschnitt mit einer gleichbleibenden Höhe von 7,0 m und einer Breite von 16,0 m. Zu seinem Bau wurde zunächst ein kastenförmiger CFST-Bogen aus 2 × 5 Rohren mit 40,2 cm Durchmesser erstellt, die durch Fachwerkverstrebungen untereinander verbunden waren. Der Rohrbogen wurde mit Hilfe eines Kabelkrans montiert, der zwischen Gerüstpfeilern gespannt war, mit denen die als erstes errichteten, über 90 m hohen Brückenpfeiler über den Widerlagern weiter erhöht wurden.
Für den CFST-Bogen wurden 36 Rohrsegmente mit je 12,9 m Länge und 60 t Gewicht auf einer 200 km stromaufwärts gelegenen Werft hergestellt, per Schiff zur Baustelle transportiert, an ihren Platz gehoben, montiert und an den Pfeilern abgespannt. Der fertige und somit tragfähige Rohrbogen wurde anschließend mit Beton verfüllt. Nach dem Aushärten wurden die Bögen in Anlehnung an die Melan-Bauweise abschnittsweise mit einer Schalung versehen und einbetoniert. Dabei wurde zunächst die innere Zelle des Hohlkastens betoniert, die dann die Lasten aus der Betonierung der äußeren Zellen übernehmen konnte.
Zur Aufständerung des Fahrbahnträgers dienen 13 konventionell gebaute doppelte Stahlbetonstützen mit Hohlquerschnitt, die einen Achsabstand von 30,7 m haben. Auch die beiden Pfeiler über den Widerlagern sowie die 4 Pfeiler auf dem westlichen und die 7 Pfeiler auf dem östlichen Uferhang sind doppelt und stehen in dem gleichen Abstand.
Der Fahrbahnträger besteht aus einem Spannbeton-Plattenbalken.
Bei ihrer Fertigstellung war die Wanxian-Brücke die längste Beton-Bogenbrücke der Erde; sie verwies die kroatische Krk-Brücke auf den zweiten Platz. Inzwischen wurde sie von der 2016 eröffneten Qinglong-Eisenbahnbrücke überholt.